# Carl Steen Andersen Bille
Carl Steen Andersen Bille, född 1 juli 1828 och död 11 november 1898, var en dansk politiker och publicist.
Bille var redaktör för Dagbladet 1851-72 och sändebud i USA 1880-84. Från 1886 var han amtman i Holbæk. Sin största betydelse har Bille haft som grundare och redaktör för Dagbladet, vars aktualitet förskaffade tidningen spridning och inflytande. Särskilt bekant blev tidningen på grund av Billes skarpa angrepp på Bondevennernes Selskab. Bille, som var nationalliberal och i sin tidning särskilt stödde Halls politik, hade 1861-80 säte i Folketinget. Bland hans skrifter märks Tyve Aars Journalistik (3 band, 1873-77).

## Utmärkelser
- Riddare av Dannebrogorden,  1880[3]
- Dannebrogsmännens hederstecken,  1890[3]
- Kommendör av Dannebrogorden,  1894[3]

[Redigera Wikidata]